# George Lepping
George Lepping (22 de noviembre de 1947– 24 de diciembre de 2014) fue un político de las Islas Salomón que ocupó el cargo de gobernador general del 7 de julio de 1988 al 7 de julio de 1994. En 1988 fue nombrado Sir por la reina Isabel II. Durante su mandato hubo tres primer ministros, Ezekiel Alebua, Solomon Mamaloni y Francis Billy Hilly.
En marzo de 2010 fue nombrado presidente del comité organizador del Festival de las Artes del Pacífico que se celebró en 2012 en las Islas Salomón.